# Lijst van rivieren in Victoria
Dit is een lijst van rivieren in Victoria (Australië).

## Drainagebekkens
Rivieren en andere waterstromen in Victoria zijn ingedeeld in 29 drainagebekkens:
| Naam drainagebekken | Hoofdrivier                                            | Oppervlakte |
| ------------------- | ------------------------------------------------------ | ----------- |
| Upper Murray        | Murray                                                 |             |
| Kiewa               | Kiewa                                                  |             |
| Ovens               | Ovens                                                  |             |
| Broken              | Broken                                                 |             |
| Goulburn            | Goulburn                                               |             |
| Campaspe            | Campaspe                                               |             |
| Loddon              | Loddon                                                 |             |
| Avoca               | Avoca                                                  |             |
| Mallee              | Murray                                                 |             |
| Wimmera             | Wimmera                                                |             |
| East Gippsland      | Diverse rivieren                                       |             |
| Snowy               | Snowy                                                  |             |
| Tambo               | Tambo                                                  |             |
| Mitchell            | Mitchell                                               |             |
| Thomson             | Thomson                                                |             |
| LaTrobe             | LaTrobe                                                |             |
| South Gippsland     | Diverse korte rivieren                                 |             |
| Bunyip              | Bunyip                                                 |             |
| Yarra               | Yarra                                                  |             |
| Maribyrnong         | Maribyrnong                                            |             |
| Werribee            | Werribee                                               |             |
| Moorabool           | Moorabool                                              |             |
| Barwon              | Barwon                                                 |             |
| Corangamite         | Diverse stromen behorend bij het Corangamitemeerbekken |             |
| Otway               | Otway                                                  |             |
| Hopkins             | Hopkins                                                |             |
| Portland            | Diverse rivieren                                       |             |
| Glenelg             | Glenelg                                                |             |
| Millicent Coast     | Diverse kuststromen                                    |             |

## Langste rivieren
De langste rivieren die geheel of gedeeltelijk door Victoria stromen zijn:
| Rang | Naam     | Lengte km | Noten |
| ---- | -------- | --------- | --- |
| 1    | Murray   | 2508      | Stroomt door Zuid-Australië, Victoria en New South Wales. Gemeten van monding tot de verst verwijderde bron is het Murray-Darling-Condamine-Balonne-Culgoa-riviersysteem, met een totale lengte van 3672 km, de langste waterloop in Australië. |
| 2    | Goulburn | 654       | Stroomt door Victoria. |
| 3    | Snowy    | 352       | Stroomt door Victoria en New South Wales. |
| 4    | Glenelg  | 350       | Stroomt door Victoria en Zuid-Australië. Andere bronnen noemen een rivierlengte van ongeveer 500 km. |
| 5    | Loddon   | 310       | Stroomt door Victoria. |

## Alphabetische lijst

### A
- Aberfeldy
- Acheron
- Ada (Baw Baw)
- Ada (East Gippsland)
- Agnes
- Aire
- Albert
- Anglesea
- Arte
- Avoca
- Avon (Gippsland)
- Avon (Grampians)

### B
- Barham
- Barkly
- Barwon
- Bass
- Bemm
- Bendoc
- Benedore
- Berrima
- Betka
- Big (Brodribb)
- Big (Goulburn)
- Big (Mitta Mitta)
- Black
- Bonang
- Brodribb
- Broken
- Buchan
- Buckland
- Buffalo
- Bundara
- Bunyip

### C
- Calder
- Caledonia
- Campaspe
- Cann
- Cann (East Branch)
- Carlisle
- Catherine
- Chetwynd
- Cobungra
- Coliban
- Combienbar
- Crawford
- Crooked
- Cumberland
- Curdies

### D
- Dandongadale
- Darby
- Dargo
- Darlot Creek
- Dart
- Deddick
- Delatite
- Delegate
- Don
- Dry
- Dundas

### E
- Elliott
- Errinundra
- Eumeralla

### F
- Fitzroy
- Ford
- Franklin

### G
- Geary
- Gellibrand
- Genoa
- Gibbo
- Glenelg
- Goolengook
- Goulburn
- Grey

### H
- Hartland
- Hopkins
- Howqua
- Humffray

### I
- Ingeegoodbee

### J
- Jack (East Gippsland)
- Jack (Wellington)
- Jamieson
- Johanna
- Jordan

### K
- Kennet
- Kiewa
- King

### L
- Lang Lang
- Latrobe
- Leigh
- Lerderderg
- Little (Avon)
- Little (Cathedral Range)
- Little (Greater Geelong)
- Little (Moroka)
- Little (Snowy River National Park)
- Little (Sydenham Inlet)
- Little (Tambo)
- Little Arte
- Little Coliban
- Little Dargo
- Little Goolengook
- Little Murray
- Little Rubicon
- Little Yalmy
- Little Yarra
- Loch
- Loddon

### M
- Macalister
- MacKenzie
- McKenzie
- Maribyrnong
- Merri
- Mitchell
- Mitta Mitta
- Moe
- Moroka
- Moorabool
- Mount Emu Creek
- Morwell
- Moyne
- Mueller
- Murray
- Murrindal
- Murrindindi

### N
- Nicholson

### O
- Ovens
- O'Shannassy

### P
- Patterson
- Parker
- Perry
- Plenty
- Powlett

### Q
- Queensborough

### R
- Red
- Rich
- Richardson
- Rocky
- Rodger
- Rose
- Royston
- Rubicon

### S
- Saint Patricks
- St George
- Shaw
- Snowy
- Steavenson
- Stokes
- Suggan Buggan
- Surrey

### T
- Taggerty
- Tambo
- Tanjil
- Taponga
- Tarago
- Tarra
- Tarwin
- The Old
- Thomson
- Thurra
- Tidal
- Timbarra
- Toorongo
- Turton
- Tyers

### V
- Victoria

### W
- Wallagaraugh
- Wando
- Wannon
- Watts
- Wellington
- Wentworth
- Werribee
- Wimmera
- Wingan
- Woady Yaloak
- Wonnangatta
- Wongungarra
- Wye

### Y
- Yalmy
- Yarra
- Yarrowee
- Yea
- Yeerung